# 湖鱒
湖鱒（学名：Salmo trutta lacustris）為輻鰭魚綱鮭形目鮭科鳟属的代表种——褐鳟的亚種之一。其亚种加词“lacustris”意为“湖沼的”。

## 分布
本魚分布於歐洲的法國、丹麥、德國、烏克蘭及俄羅斯聯邦的淡水水域。

## 特徵
本魚體呈紡錘狀，略側扁，頭小而尖，嘴大，身體被圓鱗。體呈褐色，腹部銀白色，背部顏色較深，體側佈滿許多具有鑲白邊的黑斑，魚鰭呈黃色或橙色，尾鰭略凹入，側線明顯，體長可達60公分。

## 生態
本魚棲息於湖泊或流速快的河流，屬肉食性，以甲殼類、昆蟲等為食，繁殖期為每年9至10月。

## 經濟利用
可食用，另可做為遊釣魚。